# Аминов, Владислав Викторович
Владисла́в Ви́кторович Ами́нов (род. 19 августа 1977, Зеленогорск, Красноярский край) — российский пловец, бронзовый призёр чемпионата мира 2001 года, чемпион Европы 2000 года, участник летних Олимпийских игр 2000 года. Мастер спорта международного класса (1999).

## Спортивная биография
В 2000 году Аминов в составе сборной России стал чемпионом Европы в комбинированной эстафете 4×100 метров.
В сентябре 2000 года Владислав принял участие в летних Олимпийских играх в Сиднее. Аминов в составе сборной России выступил в комбинированной эстафете 4×100 метров. Но россияне не смогли пробиться в финал, показав в полуфинальных заплывах лишь 9-е время.
В 2001 году Аминов завоевал бронзовую медаль в комбинированной эстафете на чемпионате мира в Фукуоке.
В настоящее время работает в ПАО Сбербанк Красноярское отделение.

## Личная жизнь
- Окончил Сибирской государственной академии физической культуры и спорта (2000 г.) и Омский государственный университет по специальности «Финансы и кредит» (2008 г.)[2].